# Jackie Chan: My Stunts
Jackie Chan: My Stunts é um filme documentário de 1999 realizado por Jackie Chan, onde este mostra ao público como consegue fazer diversas acrobacias, golpes e cenas em que usa vários objetos de uso diário. Neste filme também é mostrada a sua equipe de filmagem e diversas acrobacias e truques de seus filmes.